# Сборная Польши по футболу (до 21 года)
Сборная Польши по футболу до 21 года представляет Польшу, в составе команды могут выступать футболисты Польши не старше 21 года. Контролируется Польским Футбольным союзом.

## Достижения
Чемпионат Европы U21
- 1974 — 1/2 финала
- 1982 — 1/4 финала
- 1984 — 1/4 финала
- 1986 — 1/4 финала
- 1992 — 1/4 финала
- 1994 — 1/4 финала
- 2017 — групповой этап
- 2019 — групповой этап

## Тренеры
- 1972—1974— Анджей Стрейлау
- 1974—1975 — Рышард Кулеша (до 21 года)
- 1975—1978 — Рышард Кулеша (до 23 лет)
- 1979—1982 — Вальдемар Обрембский
- 1983—1986 — Эдмунд Зентара
- 1987—1989 — Богуслав Хайдас
- 1990—1992 — Януш Войцик
- 1992—1994 — Виктор Стасюк
- 1994—1995 — Мечислав Бронишевский
- 1996—1997 — Эдвард Лоренс
- 1998—1999 — Павел Янас
- 2000—2001 — Леслав Цьмикевич
- 2002—2003 — Эдвард Клейндинст
- 2004—2005 — Владислав Жмуда
- 2006—2010 — Анджей Заминский
- 2010—2012 — Стефан Маевский
- 2013—2017 — Марцин Дорна
- 2017—2020 — Чеслав Михневич
- 2020—2022 — Мацей Столярчик
- 2022—2023 — Михал Пробеж
- 2023—н. в. — Адам Маевский